# Інститут Максима
Інститут Максима (англ. Maxim Institute) - науково-дослідний центр з питань досліджень та публічної політики, що базується в Окленді, Нова Зеландія. Робота Інституту орієнтована на консервативну перспективу щодо її першочергових питань, які зараз становлять освітня політика, податкова та соціальна політика. Незважаючи на те, що спочатку вона ідентифікується як соціально-консервативна організація, її політичні заяви підкреслюють фіскальну обмеженість у рамках податкової та соціальної політики з часу її колишнього директора Брюса Логана, який пішов з посади у 2005 році. 
Інститут брав участь у громадських дискусіях з низки питань освітньої політики. Вони включають фінансування приватних шкіл, можливості реєстрації та навчання вчителів, основне фінансування та пов'язані з цим проблеми. Оскільки вона спочатку виникла з "Фонду розвитку освіти", як його попередника, до того, як ребрендинг, це не є нелогічним, хоча питання освітньої політики приділяються слабкій увазі з 2001 року. В епоху Логана вільна мова, соціальна справедливість, демократія та конституція питання наголошувалося. Інститут проводить дослідження та публікації та виступає за фіскальну консервативну державну політику. Він регулярно організовує низку політичних форумів та розробив вебсайти напередодні загальних виборів у Новій Зеландії заради навчання виборців щодо виборчого процесу.
Заява місії Інституту Максима - "сприяти розвитку ідей та лідерства, які дозволять процвітати в Новій Зеландії свободі, справедливості та співчуттю".

## Робота
З часу свого заснування в 2001 році Інститут Максима підтримує більшу роль для "громадянського суспільства" та громади в житті Нової Зеландії, особливо в галузі освіти, добробуту та надання соціальних послуг. Легкі суперечки залежать від того, що в цьому контексті Інститут вважає "громадянським суспільством", і деякі невеликі верстви населення висловлюють занепокоєння щодо шкоди, залежної від того, що ліворукі критики розглядають як "приватизацію добробуту" та аутсорсинг " сумнівні "релігійно-консервативні постачальники соціальних послуг.
Інститут проводив широкі дослідження в ряді областей. Найбільш помітними серед їхніх доповідей є серія про роль уряду, висловлена через систему оподаткування, літературна доповідь про причетність батька - Далі з батьками - та модельний проект, орієнтований на вибір школи - Roll Play.
Він опублікував у газетах широкий спектр варіантів та аналіз цих та інших тем, а також проводить дослідження та матеріали з питань права та політики (Див. Публікації). З моменту свого створення Інститут Максима також проводив програму стажування.

## Соціально-консервативна ера: генеральний директор Брюс Логан: 2001-2005
Інститут Максима вперше здобув суспільне визнання в 2003 році, коли виступив проти законопроекту про реформу проституції. Інститут заявив, що законопроект узаконить та посилить експлуатацію жінок у Новій Зеландії. Він також виступив проти законопроектів щодо цивільного союзу та відносин у наступному році та стверджував, що такі кроки роблять "шлюб безглуздим". Акт був ухвалений, а лесбійки та геї новозеландців здобули світське церемоніальне та ритуальне визнання своїх стосунків та фактичні рівні права та обов'язки, пов'язані з відносинами, у більшості областей закону Нової Зеландії.

## Фіскальна консервативна епоха: генеральний директор Грег Флемінг: 2005
Після виходу на пенсію Брюса Логана Інститут перейшов до акценту на фіскальному консерватизмі, а також на попередньому фокусуванні на вищезгаданих «основних» питаннях соціального консерватизму. Таким чином, він також підтримав інші заходи, які "розширюють можливості батьків", локалізуючи прийняття рішень. Інститут Максима також схвалив відновне правосуддя, батьківський вибір шкіл, демократичну участь, підвищення оплати праці вчителів, сильних громад, обмеженість уряду, низькі податки та особисту відповідальність.
В Інституті проводяться регулярні форуми, включаючи один, який проводиться в мерії Окленда та зосереджений на темі "соціальної справедливості". Доповідачі включали судді Молодіжного суду Ендрю Бекрофта, професора Кентерберійського університету Девіда Фергюссона та професора-дослідника Пітера Сондерса.  
У 2008 році він провів перші свої щорічні лекції Джона Грема. Про це висловив професор Джеремі Волдрон з юридичної школи Нью-Йоркського університету і назвав "Парламентська безрозсудність: чому нам потрібно більш ретельно прийняти законодавство".
Інститут також проводить регулярні публічні лекції на теми, такі як податок та "соціальна справедливість". Однак, як і з прийняттям риторики "громадянського суспільства", існують незначні закиди щодо його концепції "соціальної справедливості", яка регулює заохочення участі громадськості шляхом поновлення акцентів на приватизаційній політиці, а також перерозподільної політики оподаткування для забезпечення рівних можливостей .

## Історія
Інститут Максима був заснований 12 листопада 2001 року Грегом Флемінгом (колишнім генеральним директором батьківства з впевненістю) та Брюсом Логаном, колишнім керівником, та колишнім директором Фонду розвитку освіти Нової Зеландії (NZEDF) у Крайстчерчі. Джон Грем (тодішній канцлер університету Окленда) також зіграв роль у заснуванні інституту.
Після чотирьох років роботи Інституту Брюс Логан пішов у відставку у 2005 році та його замінив Грег Флемінг. На початку 2006 року офіс Інституту Максима закрили.

## Публікації
Інститут Максима опублікував різні книги та доповіді з питань, включаючи політичну коректність, навчальну програму та шлюбне законодавство. Ці книги включають Silent Legacy: Невидимі способи, як великі мислителі сформували нашу культуру, яка розглядає історію західної філософії. Дотримуючись соціальної справедливості в Новій Зеландії, збірка нарисів видатних новозеландців шукає створення сильних спільнот. Від Невинних до агентів, які дивляться на політизацію дітей у Новій Зеландії. Боротьба за наших дітей, яка вивчає різні філософії освіти. Він також раніше видавав щоквартальний журнал під назвою "Докази". За даними Інституту Максима, "досліджуйте критичні проблеми, з якими стикається новозеландське суспільство сьогодні, включаючи освіту, сім'ю та добробут. Докази надали коментарі та аналізи, які в значній мірі покладалися на англо-американські та австралійські релігійні та соціально-консервативні групи тиску. Випуск 15 (весна 2005 р.) Докази припинили публікацію, оскільки Брюс Логан був її колишнім редактором.
Інститут випускає щомісячний електронний лист під назвою «Реальні питання», який зосереджується на «провокуванні аналізу розвитку політики та культури в Новій Зеландії та в усьому світі».
Окрім справжніх питань, Максим також опублікував поточну серію звітів про освітні дослідження, засновані на дослідженнях Колмара Брунтона, що називається «Батьківський фактор», пов'язаних з вибором батьків у доступі до освіти, фінансуванні уряду та протидію централізації.
Інститут також розробляє подання з цілого ряду питань державної політики. Ці питання включали реформу законодавства про крадіжки, фінансування виборів, права жертв, демократичну реформу, проституцію, громадянські спілки, мову ненависті та розділ 59. Однак він в першу чергу наголошував на фіскально-консервативних позиціях щодо податкової та соціальної політики з 2005 року.

## Нагороди
У 2005 році керуючий директор Грег Флемінг був одним із шести новозеландців, які отримали нагороду лідера, що склалася, від тресту сера Пітера Блейка (моряка). 
Інститут Максима отримав декілька міжнародних нагород аналітичного центру від Фонду економічних досліджень Atlas. Призи Темплтон за свободу були присуджені за: Інститут досконалості (перше місце), соціальне підприємництво (друге місце) та Ініціатива з зв'язків з громадськістю (друге місце). 
У квітні 2006 р. Фонд «Атлас» нагородив публікації «Інститут Максима» Батьківським фактором як переможець категорії «Інноваційні проекти» Міжнародної меморіальної премії «Сер Ентоні Фішер». Фонд «Атлас» є правоцентристським аналітичним центром США.  

## Суперечки

### Плагіат
17 жовтня 2005 року Пол Літтерик з Асоціації раціоналістів та гуманістів Нової Зеландії застосував Copyscape, вебслужбу виявлення плагіату, для аналізу опублікованих газетних робіт Логана. Він стверджував плагіат у роботі Логана, а результати опублікував у "Фунді-пості" (випуски 18 та 19), в інтернет-хроніці передбачуваних ексцесів новозеландських консервативних християн та інших елементів, заснованих на вірі. Літтерик встановив, що частина робіт Логана була взята (в більшості випадків з дозволу) з англо-американських джерел, до яких належать Фонд Спадщини, Інститут американських цінностей та Національний інститут батьківства, Меггі Галлахер (американська журналістка із соціальних консерваторів), Мелані Філіпс (Велика Британія), Консервативна християнська стипендія (Велика Британія) та Дігбі Андерсон, відділ соціальних питань (Велика Британія). Пізніше того ж року Логан пішов у відставку з Інституту Максима.

### NZ голосів
У 2005 році Інститут Максима взяв участь у загальних виборах у Новій Зеландії в 2005 році під назвою "NZ Votes". В рамках кампанії був представлений вебсайт та 30 дебатів між кандидатами в електорати по всій країні. На своєму вебсайті проект NZ Votes описав себе як "некомерційний та безпартійний" та як "громадська послуга", покликана інформувати виборців про ПМЗ. Однак Нікі Хейгер критикував базу даних кандидатів Інституту у своїй книзі "Холодні чоловіки" (2006), а також стверджував, що між Національною партією Нової Зеландії та низкою буклетів про освітню політику, які атакували позиції уряду Нової Зеландії, лейб-контрибуторські партії мали тісні зв'язки. такі питання. Однак інша книга «Безкоштовні офіси» Стівена Левіна та Найджела Робертса підкреслює підкреслення політичного нейтралітету nzvotes.org.
У червні 2011 року Інститут оголосив, що запросив Іена Данкана-Сміта, Державного секретаря Великої Британії з питань добробуту та пенсійного забезпечення, керівника Центру соціальної справедливості та колишнього лідера Консервативної партії Великої Британії та опозиції (2001— 2003). Це викликало деякі питання щодо того, чи є в Інституті дні соціальних консервативних акцентів настільки ж позаду, як це свідчить в останніх заявах та аналізах публічної політики. Данкан-Сміт - відвертий соціальний консерватор з таких питань, як аборти, цивільне партнерство та інклюзивна реформа усиновлення у Великій Британії. 

### Візит Френка Елліса
У 2004 році викладач Лідського університету доктор Френк Елліс виступив на конференції, проведеній Інститутом Максима, про політичну коректність та її відоме витоки в радянському комунізмі. Пізніше Елліс був відсторонений від займаної посади, коли з'ясувалося, що він підтримав Британську національну партію і за зв'язки з білими націоналістичними групами.

## Зовнішні посилання
- [Maxim Institute Офіційний вебсайт] (англ.)